# 한결 (1999년)
이한결(1999년 12월 7일 ~ )은 대한민국의 보이 그룹BAE173의 리더 ,리드보컬, 메인댄서를 맡고 있다. 과거 대한민국의 아이치이 케이팝 아이돌 서바이벌 오디션 프로그램인 스타라이트 보이즈에서 펜떠, 이준혁, 허세환, 양동화, 이다을, 자이, 샤오쯔헝, 신처 함께 프로젝트 케이팝 아이돌 그룹인 폴라릭스멤버로 데뷔했다.

## 학력
- 인천상아초등학교 (졸업)
- 구월중학교 (졸업)
- 인천고등학교 (중퇴)

## 음반 외 활동

### 텔레비전 프로그램
| 연도      | 방송사 | 프로그램                       | 방송 기간            |
| --------- | ------ | ------------------------------ | -------------------- |
| 2017-2018 | KBS    | 아이돌 리부팅 프로젝트 더 유닛 | 10월 28일 ~ 2월 10일 |
| 2019      | Mnet   | PRODUCE X 101                  | 5월 3일 ~ 7월 19일   |
| 2023      | JTBC   | Peak Time                      | 2월 15일 ~ 현재      |

### 드라마
| 연도 | 방송사       | 프로그램       | 배역   | 비고     |
| ---- | ------------ | -------------- | ------ | -------- |
| 2021 | 빅 픽처 마트 | 러브 인 블랙홀 | 한태양 | 웹드라마 |